# Andreas Schön
Andreas Schön (* 9. August 1989 in Heidelberg) ist ein ehemaliger deutscher Fußballspieler und jetziger -trainer.

## Familie und Kindheit
Andreas Schön ist der Sohn des ehemaligen Bundesligaspielers, Trainers und heutigen Chefscouts der TSG 1899 Hoffenheim, Alfred Schön. Er kam 1989 in Heidelberg zur Welt. Nachdem sein Vater 1991 zum französischen Klub AS Nancy wechselte, zog die Familie dorthin und lebte dort zwei Jahre. Anschließend lebte die Familie, nach dem Wechsel von Vater Alfred zum FC Carl Zeiss Jena, in Jena. Nach dessen Karriereende zog die Familie nach Baden-Württemberg zurück und ließ sich in Wiesloch nieder. Andreas Schön absolvierte das Fachabitur in St. Leon-Rot. Seine ältere Schwester Lisa war ebenfalls Fußballspielerin unter anderem im Frauenteam der TSG 1899 Hoffenheim.

## Karriere

### Verein
Schön unternahm bereits mit vier Jahren beim SV Sandhausen seine ersten fußballerischen Gehversuche und blieb bis einschließlich der C-Jugend am Hardtwald, ehe er als U16-Spieler zur TSG 1899 Hoffenheim wechselte. Dort wurde er sowohl in der U17 als auch U19 Mannschaftskapitän, trainierte als Jugendspieler bei der Profimannschaft unter Ralf Rangnick mit und fuhr ins Trainingslager mit. 2008 rückte er in die zweite Mannschaft der TSG in der Oberliga Baden-Württemberg auf.
2009 folgte er seinem dortigen Trainer Rainer Scharinger zum VfR Aalen, der aus der Dritten Liga in die Regionalliga Süd abgestiegen war und eine bis auf drei Spieler komplett neue Mannschaft zusammenstellte. Schön wurde Stammspieler auf der Spielmacher-Position und schoss in 29 Spielen vier Tore. In derselben Saison erreichte er mit dem VfR nicht nur die Meisterschaft der Regionalliga Süd und den damit verbundenen direkten Wiederaufstieg zurück in die Dritte Liga, sondern gewann auch den WFV-Pokal, dessen Sieg zur Teilnahme an der ersten Runde des DFB-Pokals berechtigt. Sein Profidebüt gab Andreas Schön am ersten Spieltag der neuen Drittligasaison am 24. Juli 2010 bei der 3:0-Auswärtsniederlage gegen den Zweitligaabsteiger Hansa Rostock. In der ersten Runde des DFB-Pokals der Saison 2010/11 gegen den FC Schalke 04 sah Schön in der 18. Minute nach einem Foul an Jermaine Jones, das Schiedsrichter Deniz Aytekin als Notbremse einordnete, die rote Karte. In den weiteren Ligaspielen der Saison kam er unter Scharinger allerdings systembedingt durch die Umstellung auf eine Doppelsechs und nach dessen Entlassung auch unter Nachfolger Ralph Hasenhüttl kaum noch zum Einsatz.
Daher wechselte Schön zur Saison 2011/12 zum Drittliga-Konkurrenten Werder Bremen II. Ein Jahr später kehrte er im Sommer 2012 zur TSG 1899 Hoffenheim zurück, die ihn für die Regionalliga-Reserve unter Vertrag nahm.
Im Januar 2014 wechselte Schön zum FC-Astoria Walldorf in die Oberliga Baden-Württemberg, bei dem er sich als Stammspieler im zentralen Mittelfeld durchsetzen konnte und am Saisonende mit der Mannschaft in die Regionalliga Südwest aufstieg. In den folgenden Jahren konnte er mit dem Verein jeweils die Klasse halten und spielte insgesamt acht Jahre in der Regionalliga. 2014 und 2016 gewann er mit der Mannschaft zudem den Badischen Pokal; 2016/17 konnte man im DFB-Pokal daraufhin nach Siegen gegen den VfL Bochum und SV Darmstadt 98 bis ins Achtelfinale vordringen, wo die Mannschaft Arminia Bielefeld im Elfmeterschießen unterlag. Von 2022 bis 2023 spielte Schön noch ein Jahr in der zweiten Mannschaft des Vereins in der Verbandsliga Württemberg, ehe er seine Spielerkarriere beendete. Im Anschluss rückte er als Co-Trainer ins Trainerteam der Regionalliga-Mannschaft auf.

### Nationalmannschaft
Für die deutsche U17-Nationalmannschaft absolvierte Andreas Schön während eines Vier-Nationen-Turniers vom 14. bis zum 18. September 2005 in Niedersachsen alle drei Spiele gegen die Auswahlmannschaften von Katar, Bulgarien und Japan und schoss dabei ein Tor.

### Erfolge
- Aufstieg in die 3. Liga: 2010 mit dem VfR Aalen
- WFV-Pokalsieger: 2010 mit dem VfR Aalen
- Badischer Pokalsieger: 2014 und 2016 mit dem FC-Astoria Walldorf

## Spielweise
In seinen Mannschaften fungierte der Linksfuß Schön häufig als Spielmacher im Mittelfeld, Vorlagengeber für Stürmer sowie als Standardschütze. Ehemalige Trainer bezeichneten ihn als einen „klassischen Strategen“ sowie Spielgestalter mit „hohe[r] Spielintelligenz“ und bescheinigten ihm eine herausragende Technik und gute Ballsicherheit, jedoch auch Schwächen im Kopfballspiel sowie der Athletik.